# Dicranomyia (Dicranomyia) mattheyi
Dicranomyia (Dicranomyia) mattheyi is een tweevleugelige uit de familie steltmuggen (Limoniidae). De soort komt voor in het Palearctisch gebied.